# 豕脊齿象科
豕脊齿象科(学名：Choerolophodontinae)是长鼻目下的一个科。包括豕脊齿象属和非洲豕齿象属。